# Firebrand (DC Comics)
Firebrand è il nome portato da quattro personaggi dei fumetti DC Comics, tutti supereroi. Si tratta di, in ordine cronologico:
- Rod Reilly, primo personaggio, inizialmente di proprietà della Quality Comics, a portare il nome;
- Danette Reilly, sorella di Rod;
- Alex Sanchez, un ex detective di polizia;
- Andre Twist, l'ultimo Firebrand.

## Rod Reilly
Pubblicato dalla Quality Comics dall'agosto 1941 al novembre 1942, Rod Reilly era il figlio annoiato e signorile di un magnate dell'acciaio, che decise di combattere il crimine con il suo servo ed amico, "Slugger" Dunn. Originariamente illustrato da Reed Crandall, Firebrand comparve in Police Comics dal n. 1 al n. 13, in cui la sua serie fu cancellata. Il costume di Firebrand consisteva di una camicia trasparente e pantaloni rossi, con una maschera bandana che gli copriva la metà superiore del volto.
Dopo che la DC acquisì la Quality Comics, Firebrand fu largamente lasciato da parte fino al 1981, quando la DC mise insieme molti dei personaggi per formare l'All-Star Squadron. All'epoca si ricordava la ferita subita da Rod Reilly da parte dei bombardieri durante il loro attacco su un'isola, e fu rimpiazzato da sua sorella, Danette Reilly. Rod Reilly si riprese e si unì ai Combattenti per la Libertà. Fu ucciso durante una battaglia contro Silver Ghost.
In All-Star Squadron n. 5 (vol. 2, 1981), Dantte Reilly scopre che Rod è Firebrand mentre si trovava nel suo attico. Mentre rifletteva su un'ipotetica relazione tra Rod e "Slugger" Dunn, si chiese "non capirò mai cosa può cercare un playboy come mio fratello in un bodyguard", e quindi trovò un armadietto che la portò a pensare "dal tipo di abiti, non conoscevo mio fratello così bene come pensavo!".
Rod comparve brevemente in Crisi sulle Terre infinite n. 7 e n. 9.

## Danette Reilly
La vulcanologa Danette Reilly è la sorella di Rod Reilly, il primo Firebrand. Comparsa per la prima volta in una speciale anteprima della nuova All-Star Squadron in Justice League of America n. 193 (Agosto 1981), Danette studiava i vulcani del nord delle isole Hawaii, dopodiché viene rapita da Degaton e i suoi tirapiedi. Durante la fuga, viene colpita dalla carica di un fulmine e cade in un pozzo di lava mistica. La combinazione del fulmine e della lava magica non solo le permettono di sopravvivere, ma anche di sviluppare il potere di controllare il calore e di proiettare ondate di plasma. I suoi poteri vanno a galla dopo che scoprì che il costume di suo fratello Rod e lo indossò. Dato che Rod fu ferito durante un attacco nemico, Danette decise di divenire la nuova Firebrand.
Danette compare in Crisi sulle Terre Infinite, dove si riunìsce brevemente al suo ex-amore, il supercriminale Cyclotron. Questi, sebbene deceduto, passa al suo tempo per assisterla. Danette assunse la custodia parziale di sua figlia Terri, insieme al suo compare eroe Atomo.
Quando Degaton viene sconfitto e tornato al futuro, Firebrand  sposa il Shining Knight (Sir Justin). Tempo dopo affronta un nemico che proviene dal impero giapponese durante la seconda guerra mondiale: Re Dragone, purtroppo Firebrand non riesce a sconfiggerlo e viene uccisa, ma fortunatamente suo marito il Cavaliere Splendente riesce a vendicarla.
Il suo nome è un omaggio alla moglie del creatore Roy Thomas, Danette "Dann" Thomas.
L'eroina della Quality Comics Wildfire era originariamente in lizza per giocare un ruolo maggiore nell'All-Star Squadron ma la DC obiettò sulla base del suo nome, che condivideva con il membro della Legione dei Supereroi. Invece, fu introdotta Danette Reilly in questa serie.

## Alex Sanchez
Nel febbraio 1996, la DC introdusse un terzo Firebrand, l'ex detective di polizia Alejandro "Alex" Sanchez. Dopo essere stato quasi ucciso in un'esplosione che distrusse il suo appartamento, Sanchez si sottopose alla chirurgia sperimentale per ricostituire la sua mobilità. L'intervento fu finanziato dal filantropo locale Noah Hightower, che successivamente si propose a Sanchez con una nuova opportunità. Hightower offrì a Sanchez una tuta costruita da un'armatura che, quando combinata con gli impianti, gli avrebbe donato una superforza e velocità per il periodo di quattro ore. Dopo che il partner di Sanchez fu attaccato durante un'investigazione, acconsentì a divenire il nuovo supereroe Firebrand. In aggiunta alla sua superforza, l'armatura di Sanchez emanava una luminescenza verde, che gli dava una presenza demoniaca.
Il suo mandato come Firebrand durò solo fino all'ultimo numero della sua serie. Ricomparve in JSA: Secret Files n. 2, dove fu accoltellato alla gola e apparentemente morì nell'arena da combattimento di Roulette, la Casa, dalle mani di un cavaliere drogato di Checkmate.

## Andre Twist
L'ultimo Firebrand, Andre Twist, fu introdotto in The Battle for Blüdhaven. Ottenne il controllo sul fuoco dopo la sua esposizione a un essere Chemo caduto in città. Comparve anche nella miniserie Uncle Sam and the Freedom Fighters, come membro dei Combattenti per la Libertà. Andre porta con sé un bastone Bo, e se la cava egregiamente con i mezzi atletici e le arti marziali. In The Battle for Blüdhaven n. 5, Andre sentì una voce nella sua testa, che gli chiedeva di andare sul fiume Mississippi e di combattere per la libertà, affermando che Andre era un puro di cuore e che sarebbe stato il suo Firebrand. La voce che sentì era quella dello Zio Sam.
Dopo essersi unito alle forze di Zio Sam, Andre fu catturato e torturato da Padre Tempo, dopo aver attaccato il senatore Henry Knight, candidato alla presidenza, che era in realtà Gonzo il Bastardo Meccanico. Fu liberato dalla sua prigionia da Phantom Lady, e si unì al resto dei Combattenti per la Libertà per reclutare il nuovo Black Condor.
Lui e il resto dei Combattenti per la Libertà riuscirono a sconfiggere Gonzo, e fu offerta loro la carica di guide dello S.H.A.D.E..
Nella serie Freedom Fighters del 2007, Firebrand rompe la relazione con Red Bee, che rimase sconvolta quando fu presa da una razza di alieni insettoidi. Insieme, i Combattenti per la Libertà riuscirono a salvare Red Bee, e a debellare l'invasione insettoide.

## Altri media
- Nella serie televisiva Young Justice il personaggio di Firebrand/Danielle Reilly viene fuso con quello del robot Red Inferno (tradotto nel doppiaggio italiano in Inferno Rosso), un robot di sesso femminile introdotto da T.O. Morrow nella Justice Society per distruggere i supereroi dall'interno, ma la cui programmazione eroica prese però il sopravvento portandola a sacrificarsi per salvare Jay Garrick (il primo Flash in questa continuity). Anni dopo (nel 2011) fermerà insieme ai fratelli Red Tornado e Red Torpedo una nuova creazione di Morrow (Vulcano Rosso) sacrificandosi insieme al fratello Torpedo. Nel doppiaggio italiano il nome Firebrand viene adattato come Tizzone Rosso.